# Martinus Beijerinck

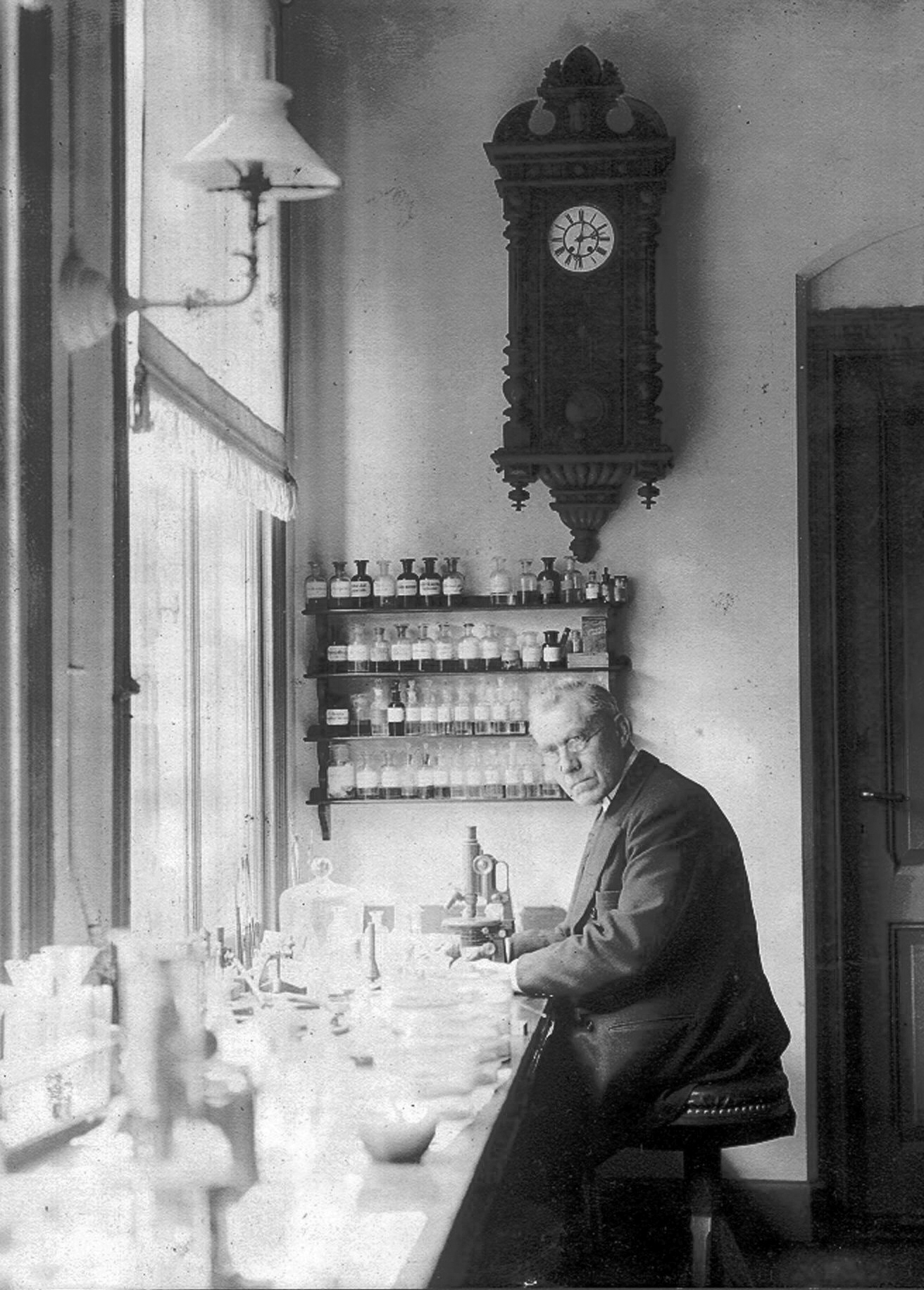
Martinus Beijerinck

Martinus Willem Beijerinck (16 de març de 1851 – 1 de gener de 1931) va ser un microbiòleg i botànic neerlandès.
Va néixer a Amsterdam, estudià a l'escola tècnica de Delft on obtingué el grau d'enginyer químic el 1872 i él 1877 el doctorat en ciència de la Universitat de Leyden. Va ser professor de microbiologia a l'escola d'agricultura de Wageningen (actualment Universitat de Wageningen) i després a la Polytechnische Hogeschool Delft. Els seus estudis de microbiologia agrícola i industrial van ser fonamentals. Potser per no haver estudiat les malalties humanes és menys conegut que els seus contemporanis Robert Koch i Louis Pasteur.
Es considera el fundador de la virologia. El 1898, va descobrir que la malaltia del mosaic del tabac era produïda per un agent més petit que un bacteri. Va donar al nou patogen el nom de virus (verí). (Dimitri Ivanovski va descobrir els virus el 1892, però no va informar d'això.) Beijerinck pensava que la naturalesa dels virus era líquida, teoria desacreditada per Wendell Stanley, que provà que eren partícules.
Beijerinck, junt amb les investigacions de Hermann Hellriegel, també descobrí la fixació del nitrogen, procés que fa disponible el nitrogen per les plantes.
Beijerinck descobrí la reducció bacteriana del sulfat. Va descriure el primer bacteri de reducció del sulfat:Spirillum desulfuricans.